# Casa del Orgullo
La Casa del Orgullo (en inglés: Pride House) es un lugar temporal dedicado especialmente a acoger a atletas, voluntarios y visitantes lesbianas, gays, bisexuales y transgénero (LGBT) que asisten a los Juegos Olímpicos, Paralímpicos u otro evento deportivo internacional en la ciudad anfitriona. El primero se organizó para los Juegos Olímpicos de Invierno de Vancouver 2010.

## Historia

### Juegos Olímpicos de Invierno de Vancouver 2010
La ubicación de la Casa del Orgullo de Vancouver se encontraba dentro del centro Qmunity. Durante los Juegos Olímpicos de Invierno de 2010, las Casas del Orgullo de Vancouver y Whistler sirvieron como sedes para deportistas, entrenadores, visitantes y sus amigos, familiares y simpatizantes LGBT, y se convirtieron en las primeras Casas del Orgullo en unos Juegos Olímpicos. Aunque ambas Casas del Orgullo ofrecieron información y servicios de apoyo a los atletas y asistentes LGBT, la ubicación de Whistler en Pan Pacific Village Center tenía un "tema de celebración", mientras que la sede de Vancouver enfatizó la educación sobre la comunidad LGBT de Vancouver y, para los atletas no canadienses, información sobre inmigración y asilo en Canadá, incluidos los "recursos legales" de Egale Canada y la Asociación Internacional de Lesbianas, Gays, Bisexuales, Trans e Intersex (ILGA).
Los visitantes notables de la Casa del Orgullo de Vancouver incluyeron a los nadadores olímpicos canadienses abiertamente homosexuales Mark Tewksbury y Marion Lay, el alcalde de Vancouver Gregor Robertson, y Stephen Colbert, un sátiro político estadounidense y personalidad de televisión.

### Juegos Olímpicos de Verano de Londres 2012
Un proyecto inicial para una Casa del Orgullo en los Juegos Olímpicos de 2012 se habría llevado a cabo en Clapham Common durante los 17 días del evento. El 24 de abril de 2012 se informó que este proyecto de la Fundación Pride House fue cancelado por falta de patrocinadores.
Las siguientes personas fueron incluidas como embajadores de la Casa del Orgullo:
- Gareth Thomas
- Ben Cohen
- Stephen Fry
- David Furnish
- Dan Savage
- John Amaechi
- Claire Harvey
- Peter Tatchell
- Suran Dickson
- Richard Beaven
- Blake Skjellerup

El 12 de julio de 2012, se anunció un nuevo proyecto para una Casa del Orgullo en los Juegos Olímpicos de 2012. El evento tuvo lugar del 3 al 7 de agosto en CA House en Limehouse Basin, con actividades en otros lugares hasta el 12 de agosto, día de la ceremonia de clausura. Este nuevo proyecto fue gestionado por Pride Sports UK con el apoyo financiero de la Federación Europea de Deportes para Gays y Lesbianas y la Asociación Internacional de Deportes para Gays y Lesbianas. Otras organizaciones involucradas incluyeron la Federación de Gay Games, el LGBT Consortium y la Fundación Pride House.

### Juegos Olímpicos de Invierno de Sochi 2014
Un intento de albergar una Casa del Orgullo en los Juegos Olímpicos de Invierno de 2014 en Sochi (Rusia) fue reprimido por el Ministerio de Justicia de dicho país, que se negó a aprobar el registro de la ONG creada para organizar la Casa del Orgullo. La prohibición fue confirmada por la jueza Svetlana Mordovina del Krai de Krasnodar sobre la base de que una Casa del Orgullo incitaba a "propaganda de orientación sexual no tradicional que puede socavar la seguridad de la sociedad y el estado rusos, provocar odio social y religioso, que es la característica del carácter extremista de la actividad".

### Juegos Panamericanos de Toronto 2015
La iniciativa PrideHouseTO es una estrategia integral de participación y activación en toda la provincia para las comunidades de lesbianas, gays, bisexuales, trans y queer (LGBTQ) en Ontario durante y antes de los Juegos Panamericanos de 2015. La iniciativa es una colaboración de más de 12 organizaciones que representan a los sectores de servicios sociales, educación, gobierno, trabajo, negocios y deporte y recreación.
PrideHouseTO abrió el 8 de julio de 2015 y funcionó hasta el 26 de julio en The 519 y Barbara Hall Park en el vecindario Church and Wellesley de Toronto. El lugar fue inaugurado oficialmente por la jugadora de fútbol canadiense Erin McLeod y el concejal de la ciudad de Toronto, Kristyn Wong-Tam. También se llevaron a cabo Casas del Orgullo más pequeñas en muchas otras ciudades de Ontario, como una forma de ampliar la visibilidad de los problemas LGBT en el deporte. El comité Pride House capacitó al menos a 15 "embajadores" para organizar eventos locales en sus ciudades de origen.

### Juegos Olímpicos de Invierno de Pieonchang 2018
Después de que los organizadores locales no lograron obtener el apoyo del gobierno de Corea del Sur o la financiación privada suficiente, el Comité Olímpico Canadiense firmó un acuerdo con Pride House International para albergar una Casa del Orgullo durante los Juegos Olímpicos de Pieonchang 2018. Una esquina de la Casa Olímpica de Canadá se reservó como una Casa del Orgullo de acceso abierto durante la duración de los juegos.

### Juegos Panamericanos de Lima 2019
En abril de 2019 se anunció que se instalaría una Casa del Orgullo para los Juegos Panamericanos de 2019, que se realizaron en Lima, en la sede del Movimiento Homosexual de Lima (MHOL). Durante los Juegos se realizaron también eventos de la Casa del Orgullo en el local del MHOL, la Embajada de Canadá y la discoteca Valetodo Downtown.

### Juegos Olímpicos de Verano de París 2024
El 17 de mayo de 2023, como parte de la conmemoración del Día Internacional contra la Homofobia, la Transfobia y la Bifobia, el Comité Organizador de los Juegos Olímpicos de París 2024 y la Asociación Fier-Play anunciaron que se instalará la vigesimocuarta Casa del Orgullo en la ciudad anfitriona.